# Danh sách đĩa nhạc của Bích Phương
Ca sĩ người Việt Nam Bích Phương đã phát hành ba album phòng thu, ba đĩa mở rộng (EP) và 19 đĩa đơn.

## Album

### Album phòng thu
| Tựa đề            | Chi tiết |
| ----------------- | --- |
| Chỉ Là Em Giấu Đi | - Phát hành: ngày 1 tháng 11 năm 2013 - Hãng đĩa: Viết Tân - Định dạng: CD, tải nhạc, streaming                     |
| Dramatic          | - Phát hành: ngày 18 tháng 11 năm 2018 - Hãng đĩa: Hãng phim Phương Nam, 1989s - Định dạng: CD, tải nhạc, streaming |

### Album hợp tác
| Tựa đề                | Chi tiết                                                             |
| --------------------- | -------------------------------------------------------------------- |
| Ơ Hay (với Minh Hằng) | - Phát hành: 2011 - Hãng đĩa: Music Faces - Định dạng: CD, streaming |

### Album tuyển tập
| Tựa đề                             | Chi tiết                                                                                   |
| ---------------------------------- | ------------------------------------------------------------------------------------------ |
| Gửi Anh Xa Nhớ (Mini Concert 2016) | - Phát hành: ngày 24 tháng 9 năm 2016 - Hãng đĩa: Phát hành độc lập - Định dạng: Streaming |

### Đĩa mở rộng
| Tựa đề                          | Chi tiết                                                                                        |
| ------------------------------- | ----------------------------------------------------------------------------------------------- |
| Điều Chưa Từng Nói              | - Phát hành: 26 tháng 11 năm 2014 - Hãng đĩa: 1989s Productions - Định dạng: Streaming          |
| REMOB                           | - Phát hành: 4 tháng 11 năm 2015 - Hãng đĩa: 1989s Productions - Định dạng: Streaming           |
| Xuân Đinh Dậu                   | - Phát hành: 16 tháng 1 năm 2017 - Hãng đĩa: Viettel Telecom Corporation - Định dạng: Streaming |
| tâm trạng tan hơi chậm một chút | - Phát hành: 17 tháng 5 năm 2020 - Hãng đĩa: 1989s Productions - Định dạng: Streaming           |
| nhạc liu riu                    | - Phát hành: 24 tháng 11 năm 2021 - Hãng đĩa: 1989s Productions - Định dạng: Streaming          |

## Đĩa đơn

### Hát chính
| Tựa đề                                          | Năm  | Album                           | CT    |
| ----------------------------------------------- | ---- | ------------------------------- | ----- |
| "Em Sẽ Quên"                                    | 2011 | Chỉ Là Em Giấu Đi               | [ 5 ] |
| "Vẫn"                                           | 2011 | Chỉ Là Em Giấu Đi               |       |
| "Kí Ức Ngủ Quên"                                | 2011 | Chỉ Là Em Giấu Đi               |       |
| "Có Khi Nào Rời Xa"                             | 2011 | Chỉ Là Em Giấu Đi               |       |
| "Có Lẽ Em"                                      | 2012 | Chỉ Là Em Giấu Đi               | [ 6 ] |
| "Em Muốn"                                       | 2013 | Chỉ Là Em Giấu Đi               | [ 7 ] |
| "Mình Yêu Nhau Đi"                              | 2014 | —                               |       |
| "Nụ Hồng Mong Manh"                             | 2014 | Điều Chưa Từng Nói              |       |
| "Sâu Trong Em"                                  | 2015 | REMOB                           |       |
| "Vâng Anh Đi Đi"                                | 2015 | —                               |       |
| "Rằng Em Mãi Ở Bên"                             | 2015 | REMOB                           |       |
| "Gửi Anh Xa Nhớ"                                | 2016 | —                               |       |
| "Bao Giờ Lấy Chồng?"                            | 2017 | Bao Giờ Lấy Chồng?              |       |
| "Đưa Em Đi Khắp Thế Gian"                       | 2017 | —                               |       |
| "Nói Thương Nhau Thì Đừng Làm Trái Tim Em Đau"  | 2017 | Dramatic                        |       |
| "Bùa Yêu"                                       | 2018 | Dramatic                        |       |
| "Drama Queen"                                   | 2018 | Dramatic                        |       |
| "Chị Ngả Em Nâng"                               | 2018 | Dramatic                        |       |
| "Đi Đu Đưa Đi"                                  | 2019 | —                               |       |
| "em bỏ hút thuốc chưa?" (cùng Traitimtrongvang) | 2020 | tâm trạng tan hơi chậm một chút |       |
| "Một Cú Lừa"                                    | 2020 | tâm trạng tan hơi chậm một chút |       |
| "từ chối nhẹ nhàng thôi" (cùng Phúc Du)         | 2020 | tâm trạng tan hơi chậm một chút |       |
| "Đố Anh Đoán Được"                              | 2021 | Trạm Cảm Xúc                    |       |
| "nằm ngủ emru"                                  | 2021 | nhạc liu riu                    |       |
| "chiếc hộp"                                     | 2021 | nhạc liu riu                    |       |

### Hợp tác
| Tựa đề                                      | Năm  |
| ------------------------------------------- | ---- |
| "Nơi Nào Có Em" (với Nukan Trần Tùng Anh)   | 2012 |
| "Chạm Vào Mưa" (với Nukan Trần Tùng Anh)    | 2012 |
| "Mình nói về hy vọng" (với Phạm Hồng Phước) | 2017 |

### Đĩa đơn quảng bá
| Tựa đề                                                 | Năm  |
| ------------------------------------------------------ | ---- |
| "Tết Nhẹ Nhàng"                                        | 2016 |
| "Cuộc Đời là những Bước Chân" (với Hà Anh Tuấn)        | 2017 |
| "Kiếm Hiệp Tình"                                       | 2017 |
| "Cớ Sao Giờ Lại Chia Xa"                               | 2017 |
| "Em Còn Khóc Làm Gì"                                   | 2017 |
| "Chuyện Cũ Bỏ Qua"                                     | 2018 |
| "Em Chào Tết"                                          | 2020 |
| "Khui Hè Hết Nấc" (với BigDaddy)                       | 2020 |
| "Tuổi Gì Mà Chẳng Thích Lì Xì" (cùng Bình Gold)        | 2020 |
| "Thích Thì Chơi!" (với Phúc Du và ViruSs)              | 2020 |
| "Kén Cá Chọn Anh"                                      | 2020 |
| "Diệu Kỳ Việt Nam" (với Phúc Du, HieuThuHai và GDucky) | 2021 |
| "Ta Chẳng Còn Ai" (25th Làn Sóng Xanh)                 | 2023 |

## Xuất hiện khác
| Tựa đề                    | Năm  | Album                       |
| ------------------------- | ---- | --------------------------- |
| "Chưa từng thuộc về nhau" | 2012 | Nguyễn Văn Chung Collection |
| "Bí mật cuối cùng của em" | 2013 | Cuốn tiểu thuyết buồn       |